# 太空戰神
《機甲創世記》（日语：機甲創世記モスピーダ）是自1983年10月2日至1984年3月25日間於日本富士電視台播出的25集機器人動畫。之後於1985年美國的金和聲（HARMONY GOLD）公司買下其版權，被囊括進與龍之子所持的另外兩部科幻作品，重新改編成系列中的第三部份。台灣則於1986年（民國75年）間由中視引進，在每週五（1月24日至2月28日）、週三（3月5日至7月9日）下午6:00～6:30首播『原作』版本，並在1996年至1998年間於衛視中文台再度多次播出，近年來更自2007年12月11日開始於中華電信MOD平台上的靖天卡通台再度重播。

## 概要
本作為龍之子與AIC合製的作品，在《超時空要塞（超時空要塞マクロス）》所掀的另波革命浪潮下，乍看起來最為受到直接的顯著影響，但在立意上反倒有著不同的方向性，挾帶濃郁深厚地公路電影特異氣氛；卻肇於收視率與週邊產銷售不振，使其僅只能以2季的集數腰斬作收。雖然有著出師不利未受青睞的問題，卻也因其獨樹一格的色彩深植人心，至今仍受偏好此風格的影迷們熱愛。更在銷售至美國後為了要統整設定，而將相關的梗概與對白做適當更動，以利能和前兩部份的作品達到同調，來繼承另行架構築起的自我世界觀。全劇播畢終了廿載後2007年2月6日，推出了自資製作睽違已久續集新作，採用OVA行銷方式發行的，將原作中最後決戰的部分橋段重繪，並為求前後統整刪添角色改編而成，開起往後預定要製作的新系列序幕。（相關詳細內容續見條目）

## 故事
西元2050年，地球遭受到不明外星生命『天蟹人（インビット）』入侵，在軍力有著極度差距的情況下，人類只能不得已拋棄故土，轉向火星殖民地遷移。
西元2080年，距當時遭受進犯的30年後，火星基地（マルスベース）為了要收復家園，組織了攻擊軍策劃發動作戰，豈料依舊全軍覆沒淒慘敗退。
西元2083年，再隔前次作戰的3年後，有鑒於新兵器的成功開發完成，再次展開了第2梯次奪回作戰。參與作戰的第21機甲中隊，在進入大氣層之際受到伏擊而爆炸，唯獨擔任護衛的貝家華（スティック·バーナード）中尉倖免，並帶著一道前往敵人大本營的命令迫降。對於生長於火星的他而言，祖地是一切完全陌生的地方，又將如何適應並完成任務呢？而那些來犯者的真正動機更是如一團謎……。

## 主要人物／配音

### 地球人
- 貝家華（スティック·バーナード，Stick Bernard，史迪克·伯纳德 / 巴斯德）

配音員：日本：島田敏, 香港：關子棟
隸屬於火星基地（マルスベース）第2梯次地球降落部隊第21機甲戰鬥中隊的20歲中尉軍官。深具勇毅直進使命必達的軍人氣質，在作戰失敗與失去未婚妻的挫折下，仍舊強忍悲痛矢志從命前往折返點（レフレックス·ポイント）；更讓眾人因其奮戰不懈的積極行動，紛紛受到感召而一同起身加入旅途。不過路中縱使有夥伴們的相互扶持，本身依然無法忘懷失愛之痛的苦悶，只能靠著對天蟹人（インビット）的憎恨化為動力；直到與愛珠（アイシャ）邂逅才逐漸地走出陰霾，並從保護者的立場冉冉產生了愛意，然而卻在得知道她的真實身分之後，不肯正視自己宛然拒絕彼此的情感。戰後與患難與共戰友告別返回火星，昇空之際才瞥見伊人猶在並未離去，終於揮別悲情帶著珍貴的回憶歸里。
- 雷（レイ，Ray，雷）

配音員：日本：大山尚雄，台灣：魏伯勤，香港：林國雄
出生於地球的17歲流浪少年。性格開朗樂天總是有著充沛的精神，觀察力敏銳並且身富野戰求生技能，此外還有著一手自製器具的好手藝。因騎車路過發現墜落的運輸艦殘骸，便起念進去搜括有價值的物資變賣，反遭天蟹人（インビット）誤會是軍人而捲入戰端，幸有家華（スティック）即時搭救才結下不解之緣；但觀念上有著天差地遠落差的兩者，時常因觀念差異而有著不少小磨擦。更是時常與倔傲不服輸的菲菲（フーケ）吵嘴，刻意找機會在她面前一逞男子氣概，並且不斷費盡心機對其釋放出好感；戰後雙方逐相伴再啟另段返鄉之旅，打算在路上回想這一些日子的生活，思考讓自我努力「進化」活的更有自信。
- 菲菲（フーケ·エローズ，Houquet Emrose，庫琪/麗莎）

配音員：日本：土井美加，台灣：呂佩玉，香港：龍德瓊
出生於地球的16歲飛車少女。獨立堅強對於他人總是板著一張臉，故作漠不關心假裝若無其事的樣子，美其名以尊重個自的隱私作為藉口，實為怯弱沒勇氣去面對後頭的真相，全乃咎於過去心靈內的創傷所造成；因幫派對抗落敗誤以為遭首領背叛，而使自己決而拋鄉離井外出去旅行。最初自第2集結尾神秘地出場援助，被鎮民出賣陷入了險境的家華（スティック）等人，稍後即從第3集中被認出反被相救，並在齊身替修明（ジム）討公道後逐而同行。且於路途上和雷（レイ）成了一對歡喜冤家，儘管明瞭其心意卻拋不下面子接受，直至歷經數次的生死交關逐趨相通；戰後亦在相邀下結伴同路踏上歸途。
- 白萊（イエロー·ベルモント，Yellow Belmont / Yellow，耶露）

配音員：日本：鈴置洋孝、松木美音（變裝時），香港：梁政平、黃小英（變裝時）
隸屬於火星基地（マルスベース）第1梯次地球降落部隊的22歲戰機駕駛。溫柔纖細有著陰柔臉龐與飄逸長髮；因前次作戰中墜機受傷而被人所救，且將他化粧成女性來隱匿追兵緝捕，爾後便以女歌手的身分走唱各地間。最初自劇中第3集歌廳駐台演出時，跟隨人群前去觀看營救修明（ジム）的友人，而目睹家華（スティック）幾位對抗天蟹人（インビット）的勇舉，使得他決心撒手一賭相偕再赴沙場。途中第16集天緣奇遇不明少女蘇姬（ソルジィ），始終對此事心中存在著不解地疑結，遂在折返點（レフレックス·ポイント）的決戰第3度刀刃相見，從同求和平的意志達到了心靈契合，與其攜手為拖延己軍攻勢並肩作戰；戰後更由公開真正性別的演唱會上，認出台下她聞聲而來的身影而重逢。
- 修明（ジム·ウォーストン， Jim Austin，詹士頓）

配音員：日本：西村知道，香港：盧傑群
隸屬於火星基地第1梯次地球降落部隊的32歲下士士官。外型壯碩孔武有力為人卻十分溫厚，為求溫飽而與己相違地錯選了從軍，在前次作戰中臨因陣背棄隊友潰逃，從此也被人披上「膽小鬼」的不光名譽，3年以來與其它殘兵隱瞞軍籍過活。迄至第3集受家華（スティック）一行的仗義相助，並撞見彼等不畏天蟹人（インビット）地揮戈反擊，喚醒他拿出勇氣面對往事不再逃避，使其斷然立定心志一併共赴折返點（レフレックス·ポイント）；乃成為團隊堅實後勤倍受同伴信賴，一手包辦所有戰機的相關維修；縱然自認不擅長機械操作參與戎務，仍曾於第22集駕駛火光號Ι型（レギオス·イオタ）代戰。戰後與白萊（イエロー）一樣抉而繼續滯留地球，打算多待一會看看再生後的新世界。
- 冰冰（ミント·ラブル，Mint Rubble，敏特/多多/咪咪）

配音員：日本：室井深雪，台灣：呂佩玉，香港：蔡惠萍
出生於的地球長大的13歲翹家女孩。活潑外向有著不符年齡的脫軌言行，更是一心嚮往著尋求理想中的戀人；卻有著家中父母總忙碌於外出工作，使她感受有倍受忽視的不愉快過去。由第2集從排斥外人的城鎮被逐出，與男友糾纏不清時而巧碰家華（スティック）與雷（レイ），牽扯進居民為求自保所設下的圈套，在知曉對象無情後便隨連他倆同去。雖接下來的巡遊中又相繼結交新歡，最後到頭來還是落得了失戀的下場；唯有在第14集曾順利如願和人成婚，結果很快又在隔集失意落寞地歸隊，被問到原因為何本人怎也堅絕不提？戰後即便大家紛紛相辭各奔向東西，仍一如往昔那般跟著修明（ジム）相依而行。

### 天蟹人（インビット，Inbit）
宇宙間追尋生命可能性的神祕種族，以蛻變成完美物種為目的四處飄邈；大凡以猶如甲殼類的裝甲包覆於外；並天賦類似生物的特殊趨光性本能，對劇中虛構的新型替代能源－HBT，凡感應有其所釋放出的氫燃料反應，便會執拗不捨地尾隨在後緊起直追。由於失去了母星而受地球生靈邀情，而來到已被污染不堪的大地求生存，開始以被後世稱作「折返點（レフレックス·ポイント）」的北美處，占為據點駐紮竭盡所能要設法適應。且由於其所到之處發出的生命能源，讓週遭環境也因禍得福地再度復甦。不過即使如此這般唐突的移居舉動，從人類的角度看來猶如是粗暴入侵，想當然爾便引發一連串的反抗行動，卻遭慘敗使居所完全落入牠們統治。
- 愛珠（アイシャ，Aisha 艾紗）

配音員：日本：高橋美紀；香港：徐愛貞
適應地球環境進化而成的人體天蟹人（人間型インビット）。於第10集在奪回軍預定降落地附近，遭外出偵查中的雷（レイ）與菲菲（フーケ）發現帶回，因見其無法言語舉止貌似喪失記憶，大夥都以為是受到過度驚嚇所造成，便主意攜扶至城市醫治而將她帶走，並由白萊的提議之下被起名為「愛珠（アイシャ）」。並漸漸地由不自知身世的空白狀態，對家華一路上的百般呵護互萌愛意；不料卻在第23集故事結尾手臂受傷，以致來歷大白只能夠怛然含淚離開，獨身返回折返點（レフレックス·ポイント）力勸同族放下干戈，引導著伙伴們入內與天蟹女王（レフレス）會面，希望能夠謀求化解仇恨的和平之道。戰後更選擇滯居地球未跟族人撤兵，隨修明（ジム）、冰冰（ミント）共盼日後朋友能再相聚。
- 潘武（バットラー，Batra）

配音員：日本：大塚芳忠
適應地球環境進化而成的人體天蟹人（人間型インビット）。於第16集獲天蟹女王（レフレス）屏選轉換人形，與蘇姬（ソルジィ）被賦予保護折返點（レフレックス·ポイント）神聖重任，數度駕機與家華（スティック）他們交手逼至困境。不僅奉尊上意進行以統治目的作為，更恣意妄為主張要對人類趕盡殺絕，把自族以外的種族全部視之為草芥，極端地相信為了生存唯有戰鬥一途。以致在最後的決戰和搭檔遂分歧異，獨自繼續地領軍訴諸兵刃殺傷無數；甚至以高超操縱技術一度擊敗家華（スティック），但隨後即遭其換乘巨人號（トレッド）絕地反攻，大意之下將彈藥用盡而被擊斃身亡。
- 蘇姬（ソルジィ，Sorji）

配音員：日本：加藤友子→神田和佳（於第22集播出時更改藝名）；香港：沈小蘭
適應地球環境進化而成的人體天蟹人（人間型インビット）。於第16集獲天蟹女王（レフレス）屏選轉換人形，與潘武（バットラー）被賦予保護折返點（レフレックス·ポイント）神聖重任。不過卻因首度出師機緣地奇遇白萊（イエロー），對他一見鍾情始終無法從腦海抹去，更由驚悉緊隨他們行列背後的愛珠（アイシャ），竟然跟自己同為族人卻棲身敵營裡，引發了她從看法上和搭檔遂分歧異；且在最後的決戰向意中人伸出援手，轉向共聲勸諫女王（レフレス）思考戰事的起因，攜手駕機擔任起護衛殘餘同胞退兵；戰後同樣沒跟著其它族人拋離地球，順應感情循著其歌聲前去再度相會。
- 天蟹女王（レフレス，The Refles）

配音員：日本：小原乃梨子
天蟹人（インビット）的最高統御者。為了讓自族能在地球上的永續繁衍，乃致力於鑽研探究生物進化的實驗，要摸索探尋出最適合的軀體來使用。一方面對意圖奪回鄉里的人類軍人，視之為是「惡意」的存在進行殲滅獵殺；但又欲更上一層追求心靈上的發展，最後在兩軍將展開第3次決戰之際，因愛珠（アイシャ）從中斡旋而與家華（スティック）一眾會面，卻由於情勢趨劣的事態下反被說服，不願意造成永劫覆返的仇恨與鬥爭，決定帶著子民們飛往宇宙另覓新土，並一道摧毀電粒子飛彈（荷電粒子ミサイル）挽救了地球。

## 主要機體
霹靂車／霹靂神功（アーマーサイクル／ライドアーマー）
即本編最重要的主角機械，可變形成動力服的電單車。
此乃西元2080年火星基地（マルスベース）軍事當局為了彌補兵員上的數量不足所開發，使單兵擁有火力對抗天蟹人（インビット）的裝備。通常以折疊模式的方式來收納陳列，能夠展開轉換成機車模式用以移動；並且在任何情況下只要人員騎乘時，著裝有降落部隊的制式裝具－霹靂服（ライディング·スーツ），便可藉9處的接合點完成相互連結，而變形拆解為穿著式強化倍力裝甲；並具備氣墊揚浮機能的滯空靈活性，藉此多樣化特性達到高速侵攻效果。
- VR-038　BARTLEY（バートレー）

女性專用的輕量化樣式。
- L型

菲菲（フーケ）在劇中使用的機種，由她入夥前所遇到的受傷女兵致贈。主要武裝為6發裝填的自動火箭筒（オートバズーカ），平時在機車模式下架設於車頭右側；變形後則透過鉗夾從右臂護盾固定；此外更可以拆卸下來獨立肩扛射擊。
- 黑鴉（ダーク）型

第3梯次地球奪回作戰使用的改良機種，俱抑止HBT反應曝露的隱形機能。主要正式武裝的詳細諸元資料不明，在劇中第23集先遣派赴折返點（レフレックス·ポイント）近郊，由隸屬於月球基地（ムーンベース）第36分隊報導班，生存者－彗星（シノブ・竹内）攜行的配備則為攝影機。
- VR-041　BLOWSPERIOR（ブロウスーペリア）

第1梯次地球奪回作戰生產的舊型樣式。
- H型

白萊（イエロー）在劇中使用的機種，由他自前次作戰失利後所特地保留。主要武裝為總計有12枚的微型飛彈（マイクロミサイル），平時在機車模式下彈箱集中於車頭；變形後則會分別轉至左右胸口部位，持有劇中全部樣式之首的強大威力。另外在此型態下的手臂兩側的護盾，還裝備著隱藏的反裝甲高周波佩劍（サーベル），不過在故事中卻都未曾實際使用過。
- VR-052　MOSPEADA[8]（モスピーダ）

第2梯次地球奪回作戰生產的新型樣式。在機動、防彈等能力均作全方位提升，並針對攜行軍械的調換性多作添增。
- F型

家華（スティック）在劇中使用的052系列指揮官機種，由他原本降落毀損的火光號所攜行。主要武裝為總計4發的火箭發射器（ロケットランチャー），平時在機車模式下架設於車輪兩側；變形後則會分別轉至左右雙臂部位，雖然使用上反映出相當地破壞成效，卻也存有射畢後便彈盡援絕的缺陷。而事實上此型在編制中的正式裝備，還配有1支彈匣式60mm光束加農砲（ビームキャノン），但劇中家華僅在第11、15集手持過。
- T型

雷（レイ）在劇中使用的052系列標準機種，由他從殘破的運輸艦上所發現自取，主要武裝為彈匣式的40mm光束（ビーム）機槍，平時在機車模式下架設於車輪右側，並可直接自握把上的開關直接使用；變形後則會連同彈槽轉至右臂部位，此外更可以拆卸下來獨立手持射擊。
- 黑鴉（ダーク）型

第3梯次地球奪回作戰使用的改良機種，俱抑止HBT反應曝露的隱形機能。因其是以F型來作為藍本施與修改，所以主要武裝實際上都為全然相同。由劇中第24集伴隨天蟹女王（レフレス）的說明，以集團戰鬥方式首次披露於電視上；並在戰後被探尋著白萊（イエロー）蹤跡的蘇姬（ソルジィ），拾獲拿來作為移動代步交通之工具。
AFC-01　火光號（レギオス）
第2梯次地球奪回作戰開發的主力兵器。原本為各殖民地造於防衛與戰略上，而日益發展出作為宇宙空間戰鬥用，並在決定要發動地球奪回計劃之際，由火星基地方面的主導下共同開發。且更於概念上繼承了第1梯次作戰，所生產的可變戰鬥機『兀鷹號（コンドル）』之設計，能夠自由地變換飛行（アーモファイター）、中間（アーモダイバー）、人型（アーモソルジャー）3態，足以在陸、空或宇宙等環境連續戰鬥，獲得到能與天蟹人（インビット）匹敵的對等地位。除此之外機體的內部還設置有空處，可攜行霹靂車（アーマーサイクル）供給人員降落後使用。主要武裝為內置總計有60枚的飛彈，及能夠掛載與手持的各種攜行槍械。
- Η（エータ）型

家華（スティック）在劇中使用的藍色塗裝指揮官機種，原由火星隨軍所配屬他駕駛的機體，因穿越大氣層後嚴重折損而被遺棄。之後隨即在第3集拜結識修明（ジム）所賜，獲得了經其修復藏匿起來的同型機，成為旅程上對付天蟹人（インビット）的最佳利器；更自第10集結尾編組成了飛行小隊，坐鎮擔任起團隊中樞掌控調度作戰。
- Ι（イオタ）型

雷（レイ）在劇中使用的綠色塗裝的標準機種，由第10集遲赴至火星基地（マルスベース）第7師團，所預定地球降落目標處－K點（ポイントK）的遺址，被白萊（イエロー）尋獲並經修明（ジム）更替零件修復；就此與其它戰機編組成了飛行小隊，進而發揮團隊作戰有效打擊天蟹人（インビット）。
- Ζ（ゼータ）型

菲菲（フーケ）在劇中使用的紅色塗裝的改裝機種；隸屬於木星基地（ジュピターベース）方面所投入的戰力，特別針對於大氣層內航行能力強化；由第10集遲赴至火星基地（マルスベース）第7師團，所預定地球降落目標處－K點（ポイントK）的遺址，被白萊（イエロー）尋獲並經修明（ジム）更替零件修復；就此與其它戰機編組成了飛行小隊，進而發揮團隊作戰有效打擊天蟹人（インビット）。
- 黑鴉（ダーク）型

第3梯次地球奪回作戰使用的黑色塗裝的隱形機種，鑑於前兩次經驗所付出的慘痛代價，為要能夠讓人員的生還率再加提升，因而把HBT發電機控制系統改進，遮蔽本身發出的能源反應掩匿行蹤。並還配備利用高周波讓陽子跟陰子，產生活化轉換為能量的同步長管（シンクロトロン）砲，可一口氣擊穿折返點（レフレックス·ポイント）外圍的防護罩（バリア）。
- 黑鴉火光號（ダーク·レギオス）

部分人員在劇中使用的有人機種，由第23集劇中隨月球基地（ムーンベース）的偵查隊，先遣至地球投入於戰鬥卻慘遭挫敗；而後便與第2梯次殘存的人員會合，組成混成部隊擔任打通入口的前鋒。並在第3梯次攻擊部隊大軍壓鎮時，作為前導機引路帶領無人機種前來，攻入折返點（レフレックス·ポイント）內部而與家華（スティック）等人交戰。
- 黑鴉火光號（ダーク·レギオス）無人機

主力部隊在劇中使用的無人機種，在其雙肩處設有感應裝置的攝影機，主要武裝更是異於普通黑鴉火光號（ダーク·レギオス），左右胸部還多內置總計48枚的飛彈。由第25集劇中隨第3梯次攻擊部隊，被大量地投入於和天蟹人的總決戰，使得此次征戰雙方的軍勢遽然扭轉，並在作為前導機的有人機種引路下，攻入折返點（レフレックス·ポイント）內部而與家華（スティック）等人交戰。
AB-01　巨人號（トレッド）
第2梯次地球奪回作戰的支援兵器。搭載宇宙航行用火箭引擎作為推進，並設有大氣層內使用的可變後掠翼，同樣能自由變換飛行（アーモボマー）、中間（アーモダイバー）、人型（アーモソルジャー）3態。主要武裝為空對空的誘導飛彈48枚、置於機頂的3連裝雷射炸彈發射器（レーザー·ボンブ·ランチャー），以及內置總計有72枚的凝固汽油（ナパーム）彈；另外還裝有限於各個形態用的武裝，在飛行形態下分別設置於機腹底部，座落下方三處的3連裝30mm火神（バルカン）砲，與人型形態下作為左右兩腕的手臂，其上所裝的3連裝速射雷射加農（レーザーカノン）砲。並還可與火光號（レギオス）連結作為強化武裝，使其獲得更優異的續航與攻擊能力。在故事中具體存有藍、綠、黑三種樣式，但究竟性能有何差異目前仍然不明。
白萊（イエロー）在劇中使用的則是藍色塗裝機種；由第10集遲赴至火星基地（マルスベース）第7師團，所預定地球降落目標處－K點（ポイントK）的遺址，被修明尋獲兩架並在其巧手下修復，不過最後卻僅只帶離其中之ㄧ而已；就此與其它戰機編組成了飛行小隊，進而發揮團隊作戰有效打擊天蟹人。

## 工作人員
- 製作：吉田健二
- 企劃：井上明（龍之子）、鈴木敏充（AIC）
- 音樂：久石讓、小笠原寛
- 劇本統籌：富田祐弘
- 文藝擔當：庄司菜穗子
- 角色設計：天野喜孝
- 機械設計：荒牧伸志、柿沼秀樹
- 美術監督：佐藤廣明
- 作畫監督：宇田川一彥、新井豐
- 片頭作畫／片尾演出：金田伊功
- 機械監修：漥田正義
- 製片：前田和也（富士電視台）、木村京太郎（讀賣廣告社）、岩田弘、由井正俊（アニメフレンド）
- 總監督：山田勝久
- 編劇：富田祐弘、寺田憲史、並木敏、康村諒
- 演出：笠原達也、小島正幸、秋山勝仁、五月女有作、小林真理、康村正一
- 分鏡：山田勝久、秋山勝仁、野島孝郎、神井裕行、小島正幸、野寺三郎、康村正一、矢澤則夫
- 原畫作監：山本哲、野崎恒伸
- 原畫：金田伊功、本多哲、星川信芳、高木敏男、松下佳弘、和泉絹子、時矢義則、アベ正己、田邊由憲、多賀一弘、青井清年、北久保弘之、森安夫、清水義治、山田光洋、寺澤伸介、松岡秀明、太田博光、田中正弘、吉田衝、野崎恒伸、齊藤隆、堀籠知世美、花輪弘昌、小宮茂、丸山泰英、三浦嘉友、橫川巨孝、兵頭敬、的場敦、山澤實
- 動畫作監：金子美津江、飯野享、山崎茂
- 動畫：鷲田薫、福井智子、村田充範、石川哲也、齊藤昭子、宮澤康規、水井靖、前澤弘美、石川弘子、竹内一義、岩下啟藏、生龜信幸、富本起矢、中村智津子、八谷賢一、佐佐木久美子、伊月一郎、堅山慎一、別所誠人、郷敏治、奧田淳、豊島光子、渡邊律子
- 色指定：北川正人、小松りえ、田中節子、根岸節子、村上和子、金丸ゆう子
- 檢查：齊藤明美、高田香代、高橋慶子、橋田素美、安齊弘美、木山裕美子、田中節子、露木清美
- 上色：杉浦充、岡本ひろみ、石川裕子、穴見順子、石田義秋、村上貴信、豐田キミ子、真田芳生、佐佐木小百合、橫山彰子、竹島和代、荒幡晴美、本多昌弘、谷越治樹、片寄千惠子、岡部志保美、渡邊賀壽榮、田中尚子、金丸ゆう子
- 特殊效果：朝沼貴良、村上正博、山本公、根岸節子、田崎正夫、柴田睦子
- 美術擔當：坂本信人
- 背景：スタジオビッグ、トライアート、スタジオワールド、プロダクション‧アイ、みにあ～と、スタジオタオ
- 攝影：田主丸、いもがらぼくと、相澤健四郎、小西一廣、安原俊之、菅沼清
- 編集：谷川幸男、田岡克美、廚川治彦、吉田千尋
- 錄音：アーツプロ
- 錄音監督：本田保則
- 效果：フィズサウンドクリエイション
- 調整：阿波良和
- 錄音室：アバコスタジオ
- 沖印廠：東洋現像所（現：IMAGICA）
- 製作擔當：由井正俊→中村正雄
- 製作進行：後藤友幸、芳原信、柏倉邦彦、齊藤一平、月森道代、廣嶋秀樹、山田齊
- 製作協力：スタジオワールド、A.I.C
- 製作：富士電視台、龍之子、アニメフレンド

### 主題歌
- 日本

- 片頭曲

（作詞：賣野雅勇／作曲：武川行秀（タケカワユキヒデ）／編曲：久石讓／演唱：（小山真佐夫））
- 片尾曲

（作詞：賣野雅勇／作曲：武川行秀（タケカワユキヒデ）／編曲：久石讓／演唱：松木美音）
- 台灣

- 『太空戰神』（作詞／作曲：不明）

中視所自行編寫的主題歌，引用原版OP的無字幕版畫面，並且為配合歌曲長度還多加進了第1集的部分片段。另外在播出期間亦被拿來大量地使用，取代故事中白萊（イエロー）所演唱的多首劇中歌。
- 香港

- （作曲：武川行秀；填詞：不明；主唱：楊仲恩）

另亞洲電視在2010年推出唱片，由譚錫禧翻唱，修改了部分歌詞。

## 各集列表

### 電視動畫
|    | 原文標題                | 中視標題   |
| -- | ----------------------- | ---------- |
| 1  | 襲撃のプレリュード      |            |
| 2  | 失恋少女のマーチ        |            |
| 3  | 真昼の決闘コンサート    |            |
| 4  | 気分はサバイバル·ソング |            |
| 5  | ライブ·イン·強奪作戦    |            |
| 6  | 突ッ張り少女ブルース    |            |
| 7  | 亡き勇者のラグタイム    |            |
| 8  | ジョナサンのエレジー    |            |
| 9  | ロスト·ワールド遁走曲   |            |
| 10 | 戦場のレクイエム        |            |
| 11 | 遠い希望のララバイ      |            |
| 12 | 要塞突破ブギ            | 突圍       |
| 13 | 砂嵐プレイバック        | 沙漠狂想曲 |
| 14 | ミントの結婚行進曲      | 冰冰的婚禮 |
| 15 | 仲間割れのバラード      | 離散       |
| 16 | トラップ·レゲエ         | 渡海       |
| 17 | 白夜のセレナーデ        | 山谷危機   |
| 18 | 老兵たちのポルカ        | 英勇老兵   |
| 19 | 氷河都市のフォルテ      | 冰河都市   |
| 20 | 夜空のバースディ·ソング | 生日禮物   |
| 21 | 殺しのアルペジオ        | 可憐的雨滴 |
| 22 | ニューヨーク·ビーバップ | 自由女神   |
| 23 | 黒髪のパルティータ      | 黑髮彗星   |
| 24 | 闇のフィナーレ          | 黑暗的終曲 |
| 25 | 光のシンフォニー        | 光的交響樂 |

### OVA
- 《Love Live Alive》

於1985年9月21日採音樂錄影帶的形式製作在日本發行。以新作畫面與舊作片段相互交錯成；內容為承接TV結尾劇情的後續發展，由白萊（イエロー）的演唱會作為焦點貫串全劇，描述他在活動前和歌唱中憶起往事，曲終人散後意外再度與眾友們重聚。

## 外部連結
- 龍之子官網作品DATA BASE
- 美国金和声公司MOSPEADA官方网站
- 美国金和声公司ROBOTECH官方网站（页面存档备份，存于）
- 原型MOSPEADA計劃（页面存档备份，存于）

日本中古機車搜尋網站－BBB（页面存档备份，存于） 與本作機械設計師－荒牧伸志合作，將霹靂車（アーマーサイクル）的原型機製作為實體化的成品。
- 台灣電視資料庫[永久]
- 片頭